# Psychiatrická léčebna Lnáře
Psychiatrická léčebna Lnáře  je situována v jihočeské obci Lnáře v bývalém areálu Konventu řádu bosých augustiniánů. Klášter byl založen v polovině 17. století, dostavěn byl roku 1697. Svému původnímu účelu sloužil až do jara roku 1950, kdy byl násilím vyklizen příslušníky StB a řádoví bratři byli odvlečeni do komunistických lágrů. 

## Historie
V průběhu padesátých let, kdy objekt spravovalo ministerstvo spravedlnosti, zde byla ženská věznice. Na konci padesátých let byl objekt uvolněn pro potřeby zdravotnictví. Zpočátku zde bylo doléčovací interní oddělení - typu LDN 120 lůžek. V roce 1965, v souvislosti s rozšiřováním nemocnice ve Strakonicích, byl tento areál uvolněn a byla zde umístěna psychiatrická léčebna (100 lůžek). Důvodem tohoto kroku byla neexistence takového zařízení v Jihočeském kraji, navíc v kraji nebyla (a nejsou) psychiatrická oddělení při bývalých okresních nemocnicích, tudíž léčebna plnila a zčásti stále plní roli psychiatrického oddělení. Psychiatrická léčebna Lnáře byla součástí OÚNZ Strakonice a měla úředně stanovenou spádovou oblast okresů Strakonice a Prachatice.
V roce 1991 se léčebna stala samostatnou příspěvkovou organizací zřizovanou Okresním úřadem ve Strakonicích. Již předtím léčebna začala procházet transformací, při které postupně docházelo ke snížení počtu lůžek až na současných 70. V roce 2003 spolu se vznikem krajů byla převedena zřizovatelská funkce na Jihočeský kraj
Hlavním a nejdůležitějším předmětem činnosti Psychiatrické léčebny Lnáře je poskytování odborné lůžkové a ambulantní psychiatrické péče. Léčebna má v současnosti 70 psychiatrických lůžek typu OLÚ, provozuje tři psychiatrické ambulance (ve Lnářích při léčebně, dále v Blatné a ve Strakonicích), interní ambulanci v Blatné. Dále léčebna provozuje vlastní kuchyni, prádelnu a kotelnu. Zaměstnává celkem 65 pracovníků především z Blatné, Lnář a přilehlých obcí.
V září 2021 bylo rozhodnuto, že tento areál (klášterní budovy a pozemky) koupí od Řádu bosých augustiniánů Jihočeský kraj.

### Související článk
- Bosí augustiniáni